# Silkestær
Silkestær (latin: Spodiopsar sericeus) er en stæreart, der lever i Kina.